# Чанґо Спасюк
Орасіо Чанґо Спасюк (ісп. Horacio "Chango" Spasiuk, *23 вересня 1968) — аргентинський музикант чамаме і акордеоніст.

## Українське коріння
Чанґо Спасюк народився в родині українців другого покоління в невеликому місті Апостолес, у провінції Місьйонес, яка лежить на кордоні з Бразилією і Парагваєм. У регіоні проживають громади аборигенів, креолів та іммігрантів, які приїхали до Аргентини з інших країн.
У XIX столітті до Апостолеса прибули по шість українських і польських сімей.
Спасюк виріс у родині музикантів. Його батько Лука грав на скрипці, дядько Марко — на гітарі і власноручно зроблених цимбалах. Окрім української музики на нього вплинула аргентинська музика чамаме. Танцювальна музика для акордеона або гармоніки  з розміром три чверті популярна на північному сході Аргентини, особливо у провінції Корріентес. Уперше Чанґо почав грати у 12 років на акордеоні, з яким він виступав на вечірках, весіллях та інших заходах зі своїм батьком і дядьком.
Чанґо віддав данину своєму українському походженню в окремому альбомі «Польки моєї землі». Він зауважив:

| „Мій альбом «Польки моєї землі» є даниною різним іммігрантським громадам мого регіону, де, власне, багато українських мотивів. Але цей диск — лише частина, фрагмент загальної картини тієї музики, яку виконую, — чамаме, найбільш репрезентативну традиційну музику північного сходу Аргентини. Це музика, яка розвивалася протягом багатьох століть, формувалася і змінювалася від багатьох нових впливів — не лише східноєвропейських. Чамаме має власні корені, а одним з елементів, які визначають її тепер і які принесені іммігрантами, — це центральна роль акордеона“[1] |

## Музична кар'єра
Музичне ТВ-шоу, що подорожувало малими містами, відчинило для Спасюка двері провінційних фестивалів. Коли закінчив середню школу, вирушив до Посадаса, столиці Місьйонесу, для вивчення антропології. Але Чанґо незабаром покинув навчання і познайомився з піаністом Норберто Рамосом, який переконав його поїхати до Буенос-Айреса вчитися у нього. Спасюк потім грав на малих сценах столиці, а також брав участь у різних фестивалях по всій країні, і навіть отримав запрошення взяти участь у фестивалі Eurolatina в Нідерландах.
У 1989 році Чанґо було запропоновано зіграти в Коскіні на, мабуть, найважливішому фольклорному музичному фестивалі в Аргентині, де він отримав нагороду. Після фестивалю він у Буенос-Айресі записав свій перший альбом «Chango Spasiuk».
Спасюк став популярним не тільки серед шанувальників народної музики, але, з огляду на його сучасний стиль, також серед рок- і поп-фанатів. Він працював як запрошений музикант з такими групами як Divididos і Cienfuegos, але, як і раніше, записував свій власний матеріал. Схвалений «La Ponzoña» альбом досяг Канади, і Чанґо був запрошений грати на Монреальському міжнародному фестивалі джазової музики.
У 2000 році він звертається до свого коріння і записує диск «Польки моєї землі» (Polcas de mi tierra), що виконував на вечірках і весіллях у невеликих містах Місьйонесу. Відтоді гастролює в усьому світі з Chango Spasiuk Orchestra. 2003 року перевидав музичну збірку попередніх робіт.
Спасюк виступив у Європі і став популярним серед музичних критиків і журналістів, для яких чамаме була невідомою формою музики. Ведучий BBC Чарлі Джілет включив треки Чанґо до своїх музичних збірок.

## Нагороди
- 2010 р. нагороджений премією фольклорного фестивалю Атауальпа (Аргентина) у категорії «Інструментальний соліст».
- 2006 р. нагороджений премією імені Карлоса Гарделя як «Найкращий фольклорний виконавець», за диск «Tarefero de mis Pagos».
- 2006 р. диск «Tarefero de mis Pagos» номінований як найкращий фольклорний альбом на сьому щорічну нагороду Latin Grammy.
- 2005 р. отримав нагороду Konex як найкращий аргентинський фольклорний співак десятиліття.
- 2005 р. отримав нагороду BBC World Music у номінації «Новачок».
- 2001 р. номінований на нагороду Карлоса Гарделя як найкращий фольклорний виконавець за диск «Chamamé crudo».
- 2000 р. диск «Chamamé crudo» був відзначений Rolling Stone-Аргентина нагородою як «найкращий фольклорний запис року».
- 2000 р. отримав нагороду Карлоса Гарделя як «найкращий фольклорний виконавець» за диск «Polcas de mi tierra».
- 1999 р. диск «Polcas de mi tierra» був відзначений газетою Clarín як «Фольклорний запис року».
- 1997 р. отримав нагороду La Ponzoña як найкращий інструментальний запис — Asociación de Cronistas del Espectáculo.
- 1993 р. диск «Bailemos y…» номінований як найкращий інструментальний запис — Asociación de Cronistas del Espectáculo.
- 1989 р. «Premio Consagración» на Фестивалі національного фольклору, Коскін, Кордова.

## Дискографія
- Chango Spasiuk (1989)
- Contrastes (1990)
- Bailemos y… (1992)
- La ponzoña (1996)
- Polcas de mi tierra (1999)
- Chamamé crudo (2001)
- The Charm of chamamé (2003 recompilation, Germany)
- Tarefero de mis Pagos (2004)
- Pynandi — Los Descalzos (2008)